# Bahrainona
Bahrainona var Bahrains nationalsång mellan 1971 och 2002. Även om orden då ändrades förblev melodin densamma. Originaltexten skrevs av Mohamed Sudqi Ayyash (f. 1925), melodikompositören är okänd.

## Originaltext på arabiska
بحريننا
مليكنا
رمز الوئام
دستورها عالي المكانة والمقام
ميثاقها نهج الشريعة والعروبة والقيم
عاشت مملكة البحرين
بلد الكرام
مهد السلام
دستورها عالي المكانة والمقام
ميثاقها نهج الشريعة والعروبة والقيم
عاشت مملكة البحرين

## Översättning till svenska (via engelska)
Vårt Bahrain,
Trygghetens land,
gästfrihetens nation,
Skyddad av vår modige Amir;
Grundad på Budskapets principer,
Rättvisa och fred.
Längre leve staten Bahrain!